# Viktor Rašović
Viktor Rašović (Belgrado, 13 de agosto de 1993) é um jogador de polo aquático sérvio.

## Carreira
Viktor Rašović e seu irmão mais velho, Strahinja Rašović, começaram a jogar pólo aquático porque seu pai trabalhava na piscina de Belgrado, em Tašmajdan. De 1,91 metros de altura, Viktor atuou como profissional não só na Sérvia, mas também na Espanha, Croácia, Hungria e França. Além de quatro títulos do campeonato sérvio, conquistou o campeonato espanhol com o CN Barceloneta em 2016 e 2017 e o campeonato croata com. VK Jug Dubrovnik no campeonato de 2018. Em 2024 esteve no Cercle des Nageurs Noiséens e mudou-se para a Grécia após as Olimpíadas.
Viktor Rašović conquistou o bronze com a equipe júnior sérvia no Campeonato Mundial Júnior de 2013. Ele já jogou pela seleção nacional em 2014, mas inicialmente não conseguiu se firmar. Em 2017, no Mundial de Budapeste, a seleção sérvia conquistou a medalha de bronze com 11–8 sobre os gregos, após perder para os croatas por 11–12 nas semifinais. Em 2018, a Sérvia conquistou a medalha de ouro à frente da seleção grega nos Jogos do Mediterrâneo em Tarragona. Um mês depois, a Sérvia venceu a final contra a Espanha no Campeonato Europeu em Barcelona, após uma disputa de pênaltis de cinco metros. Viktor Rašović marcou o seu único golo nas quartas de final. Na Copa do Mundo de 2019, a seleção sérvia terminou em quinto lugar depois de perder por 9–12 para os espanhóis nas quartas de final.
Em 2022, Viktor Rašović e a seleção sérvia conquistaram o quinto lugar na Copa do Mundo de Budapeste, após uma vitória por 12–14 sobre a Croácia nas quartas de final. Em fevereiro de 2024, na Copa do Mundo de Doha, os sérvios perderam por 13–15 para os croatas nas quartas de final e terminaram em sexto lugar.
Nos Jogos Olímpicos de Verão de 2024, em Paris, conquistou a medalha de ouro no torneio masculino do polo aquático, após vencer na final confronto contra a equipe croata por 13–11.